# 桂山 (資政院)
桂山（?—?）满洲旗人，黑龙江省绥化府通肯人，清朝末年政治人物。

## 生平
桂山是绥化府通肯人。清朝末年，为裁缺笔帖式。后来曾任黑龙江谘议局议员、资政院议员。